# Коробово (Костромская область)
Коробово — деревня в Красносельском районе Костромской области. Входит в состав Прискоковского сельского поселения.

## География
Находится в юго-западной части Костромской области на расстоянии приблизительно 16 км на восток по прямой от районного центра поселка Красное-на-Волге.

## История
Известна с 1633 года как пустошь, подаренная Михаилом Федоровичем родственникам Ивана Сусанина. В 1855 году в Коробове была построена церковь Иоанна Предтечи (в 1936 году сгорела). В 1872 году здесь (тогда село Коробово) было учтено 32 двора.

## Население
Постоянное население составляло 215 человек (1872 год), 9 в 2002 году (русские 100 %), 11 в 2022.